# John Wolfe
John Wolfe (ur. 21 kwietnia 1954 w Nashville, zm. 4 września 2023) – amerykański prokurator i polityk, kandydat w wielu lokalnych, stanowych i prezydenckich wyborach w Stanach Zjednoczonych ze stanu Tennessee. Jego największym sukcesem politycznym było zajęcie drugiego miejsca w prawyborach prezydenckich Partii Demokratycznej w 2012, w których zdobył 116 639 głosów, tj. 1,27% i uzyskał 23 miejsca dla własnych delegatów na ogólnokrajową konwencję wyborczą.
W 2012 ubiegając się o nominację Partii Demokratycznej w wyborach na urząd prezydenta Stanów Zjednoczonych wziął udział w prawyborach w pięciu stanach: Arkansas (42% głosów i 19 delegatów na konwencję), Luizjana (12% gł. i 4 delegatów), Teksas (5% gł.), Missouri (1% gł.) i New Hampshire (0,4% gł.). Jego stanowy wynik wyborczy w Arkansas był najwyższy spośród wszystkich konkurentów prezydenta Baracka Obamy w całym cyklu tych prawyborów.
Rozpoczynając kampanię, w styczniu 2012, wystosował list otwarty do prezydenta Baracka Obamy, opublikowany na jego stronie internetowej, w którym przedstawił tezy własnego programu wyborczego: 
- prezydent Barack Obama nie realizuje swoich obietnic wyborczych i nie różni się zbytnio od opozycjonistów,
- interesy Pentagonu, Wall Street i korporacji zdominowały działania rządu i Amerykanie ciężko za to płacą,
- nie należy akceptować ogromnych wydatków na stabilizowanie infrastruktury finansowej oraz wzrostu budżetu wojskowego,
- wpływy banków JPMorgan Chase, General Electric i innych, są większe niż za poprzedników obecnego prezydenta,
- Partia Demokratyczna powinna sprzeciwiać się interesom finansjery i korporacji.

Mieszka w Chattanooga w stanie Tennessee.